# Emiliano Mondonico

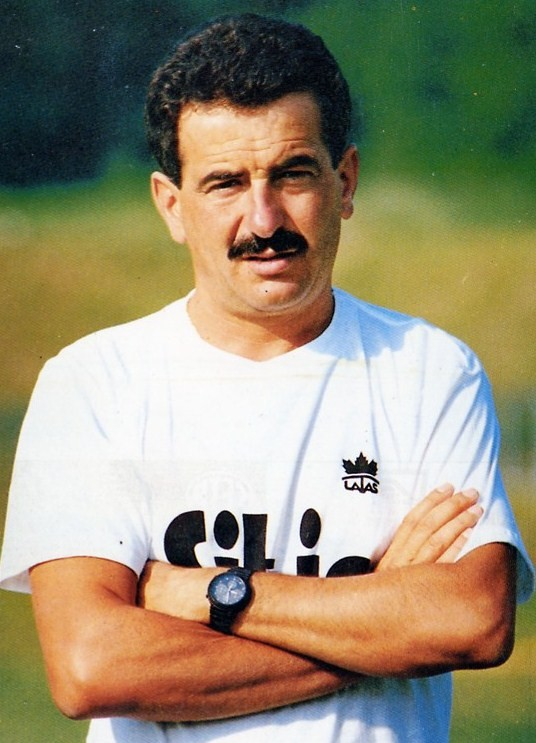
Foto vom Emiliano Mondonico

Emiliano Mondonico (* 9. März 1947 in Rivolta d’Adda; † 29. März 2018 in Mailand) war ein italienischer Fußballspieler und -trainer. Als Aktiver die meiste Zeit bei der US Cremonese aktiv, war er auch als Trainer mit dem Verein sehr erfolgreich und führte diesen erstmals in die Serie A. Weiterhin coachte Mondonico unter anderem Atalanta Bergamo und den FC Turin. Mit letzterem Verein wurde er italienischer Pokalsieger.

## Spielerkarriere
Emiliano Mondonico, geboren am 9. März 1947 im norditalienischen Rivolta d’Adda in der Provinz Cremona in der Lombardei, begann mit dem Fußballspielen zunächst bei einem hiesigen Verein, wechselte aber schon bald in die Jugendabteilung der US Cremonese. Bei diesem Verein debütierte Mondonico dann auch im Jahre 1966 in der ersten Mannschaft und spielte erst einmal bis 1968 bei dem Verein, mit dem er in seinem letzten Jahr den Aufstieg von der viertklassigen Serie D in die drittklassige Serie C schaffte. Danach wechselte Emiliano Mondonico aber nach 46 Ligaspielen und neunzehn Toren für Cremonese den Verein und schloss sich dem AC Turin an, wo er in zwei Jahren jedoch kaum zum Einsatz kam, gerade einmal vierzehn Ligaspiele machte und 1970 weiter zur AC Monza wechselte. Hier war der Mittelfeldakteur Stammspieler in der Serie B, machte 23 Ligapartien mit sieben Toren und verhalf Monza mit zum Klassenerhalt in der zweiten italienischen Fußballliga.
Nach einer Saison in Monza schloss sich Emiliano Mondonico dem Erstligisten Atalanta Bergamo an, wo er allerdings wie schon zuvor bei Torino kaum Einsatzzeiten bekam und so nur zu zwei Ligapartien im Rahmen der Serie A 1971/72 kam. Nach einem Jahr verließ Mondonico Bergamo wieder und kehrte zu US Cremonese zurück, wo er schließlich den Rest seiner Spielerkarriere verbrachte. Mit Cremonese schaffte er in der Saison 1976/77 den Aufstieg in die Serie B, in der Folgezeit gelang es auch, sich in der zweiten Liga zu etablieren. Emiliano Mondonico spielte bis ins Jahr 1979 bei US Cremonese und machte in dieser zweiten Periode der Vereinszugehörigkeit 178 Ligaspiele, in denen ihm 69 Torerfolge gelangen. Nach seinem Karriereende im Alter von 32 Jahren wechselte Mondonico in den Trainerstab von US Cremonese und verhalf dem Verein in dieser Funktion wenig später zur Rückkehr in die Serie A nach mehr als einem halben Jahrhundert.

## Trainerkarriere
Nach zwei Jahren als Trainer der Jugend der US Cremonese ersetzte Emiliano Mondonico im Sommer 1981 Guido Vincenzi als Trainer der ersten Mannschaft des Vereins, wobei die beiden für einige Monate noch ein Doppelgespann an der Seitenlinie bildeten. In den folgenden fünf Jahren war Mondonico für die sportlichen Erfolge der US Cremonese verantwortlich und führte den Verein durch einen ersten Platz in der Serie B 1983/84 in die Serie A. Dies bedeutete die Rückkehr der US Cremonese in die höchste italienische Liga, nachdem man bis dato einzig in der Premierensaison 1929/30 dort vertreten war. Als Aufsteiger konnte sich Cremonese unter Mondonico jedoch nicht in der Serie A halten, mit Platz fünfzehn erfolgte der direkte Wiederabstieg. Als im Jahr darauf dann die angepeilte Rückkehr in die Erstklassigkeit misslang, endete die Zusammenarbeit von Emiliano Mondonico und Cremonese, nachdem der Coach zuvor vierzehn Jahre lang ununterbrochen als Spieler und Trainer in Cremona tätig gewesen war.
Nach einem einjährigen Intermezzo bei Como Calcio, mit dem er Neunter in der Serie A 1986/87 wurde, übernahm Mondonico 1987 das Traineramt bei Atalanta Bergamo. In Bergamo arbeitete er in der Folge drei Jahre lang durchaus erfolgreich, führte den soeben aus der Serie A abgestiegenen Verein zurück in die erste Liga und vermochte es zudem, als Aufsteiger direkt in den Europapokal zu gelangen. Auch in der Saison 1989/90, dem zweiten Erstligajahr mit Atalanta Bergamo, schaffte Mondonico die Promotion für den UEFA-Pokal, was ihn zunehmend interessant auch für größere Vereine machte. Im Sommer 1990 trat er dann die Nachfolge von Eugenio Fascetti bei Erstligaaufsteiger Torino Calcio an, wo er einst auch als Spieler aktiv gewesen war. In Turin gelang es Emiliano Mondonico, den Traditionsverein in den oberen Gefilden der Serie A zu etablieren und auch in Europa für Aufsehen zu sorgen. Während Anfang der Neunzigerjahre in der Serie A beständig Platzierungen im oberen Tabellendrittel erreicht wurden, erreichte man in der Saison 1991/92 das Endspiel des UEFA-Pokals, nachdem man zuvor Mannschaften wie beispielsweise Boavista Porto, AEK Athen oder das Starensemble von Real Madrid ausgeschaltet hatte. Im Finale traf Mondonicos Mannschaft, zu der Spieler wie etwa Enzo Scifo, Walter Casagrande oder Rafael Martín Vázquez gehörten, auf Ajax Amsterdam aus den Niederlanden. Nach einem 2:2 im Hinspiel in Turin reichte das torlose Remis im Rückspiel in Amsterdam jedoch nicht, um sich den Titel zu sichern, da Ajax aufgrund der Auswärtstorregel vorn lag. Ein Jahr später klappte es dann mit einem Titelgewinn für das Torino Calcio von Emiliano Mondonico. In der Coppa Italia 1992/93 erreichte man das Endspiel gegen den AS Rom und setzte sich hier mit 3:0 und 2:5 unter Mithilfe der Auswärtstorregel, die ein Jahr zuvor noch den Europapokaltriumph verhindert hatte, durch.
Emiliano Mondonico war bis Sommer 1994 Trainer von Torino Calcio. Danach kehrte er auf die Trainerbank von Atalanta Bergamo zurück und schaffte mit dem Klub in seinem ersten Jahr die Rückkehr in die Serie A. In den folgenden zwei Jahren etablierte Mondonico Atalanta in der ersten Liga, musste aber in der Saison 1997/98 den Abstieg in die Serie B hinnehmen. Nach dem Abstieg trennten sich die Wege von Emiliano Mondonico und Atalanta Bergamo wieder, er übernahm erneut Torino Calcio in Nachfolge von Edoardo Reja. Mondonico führte Torino als Erster der Serie B 1998/99 zurück, verfehlte aber durch einen fünfzehnten Rang in der Serie A 1999/2000 als Aufsteiger den Klassenerhalt. Nach dem Abstieg musste Mondonico in Turin gehen, er übernahm Anfang der nächsten Saison als Nachfolger des tschechischen Offensivgurus Zdeněk Zeman den Trainerposten beim finanziell arg angeschlagenen Ex-Meister SSC Neapel. Erneut stieg Mondonico allerdings mit seiner Mannschaft am Saisonende in die Serie B ab.
2001 bis 2003 war Emiliano Mondonico dann zweimal kurzzeitig Trainer beim Zweitligisten Cosenza Calcio. In der Serie B 2003/04 übernahm er im Laufe der Saison das Amt des Cheftrainers beim AC Florenz und erreichte mit dem zweimaligen Meister den Aufstieg in die Serie A. Anfang der kommenden Erstligasaison lief es für die Fiorentina allerdings weniger gut und Mondonico musste seinen Posten bereits nach sieben Spieltagen für Sergio Buso räumen.
Nach seiner Entlassung in Florenz war Emiliano Mondonico zwei Jahre ohne Anstellung als Trainer. In dieser Zeit arbeitete er viel fürs Fernsehen, vor allem als Experte bei Liveübertragungen. Vor der Saison 2006/07 kehrte Mondonico auf die Trainerbank zurück und betreute ein Jahr lang den Zweitligisten UC AlbinoLeffe. Danach kehrte er nach 21 Jahren nach Cremona zurück und coachte noch einmal für zwei Jahre die US Cremonese, das mittlerweile in die Serie C1 abgerutscht war. In zwei Jahren bei Cremonese verpasste Mondonico in beiden Fällen die Rückkehr in die Zweitklassigkeit, das Arbeitspapier endete im Sommer 2009. Die nächsten zwei Jahre verbrachte der Coach wieder bei UC AlbinoLeffe vor den Toren von Bergamo, musste sein Engagement dort aber Anfang 2011 aufgrund einer Krebserkrankung beenden. Wieder genesen, trat Mondonico etwa ein Jahr später die Nachfolge von Attilio Tesser beim stark abstiegsgefährdeten Erstligisten Novara Calcio an, wurde aber schon bald durch seinen eigenen Vorgänger ersetzt.

## Erfolge

### Als Spieler
- Serie C: 1×

1976/77 mit US Cremonese
- Serie D: 1×

1967/68 mit US Cremonese

### Als Trainer
- Mitropapokal: 1×

1991 mit Torino Calcio
- Italienischer Pokalsieg: 1×

1992/93 mit Torino Calcio
- Aufstieg in die Serie A: 5×

1983/84 mit US Cremonese
1987/88 und 1994/95 mit Atalanta Bergamo
1998/99 mit Torino Calcio
2003/04 mit dem AC Florenz